# Siergiej Szmielow
Siergiej Jurjewicz Szmielow, ros. Сергей Юрьевич Шмелёв (ur. 28 sierpnia 1993 w Niżniekamsku) – rosyjski hokeista, reprezentant Rosji.

## Kariera
- Ak Bars Kazań (2008-2009)
- Bars Kazań (2009-2010)
- Mytiszczinskie Atłanty (2010-2011)
- Atłanty Mytiszczi (2011-2014)
- Atłant Mytiszczi (2012-2015)
- Spartak Moskwa (2015-2017)
- Chimik Woskriesiensk (2017)
- HK Soczi (2017-2021)
- Saławat Jułajew Ufa (2021-)

Wychowanek klubu Nieftiechimik w rodzinnym Niżniekamsku. Początkowo karierę rozwijał w klubie Ak Bars Kazań, grając w jego zespole rezerwowym oraz jeden sezon w drużynie Barsa w juniorskich rozgrywkach MHL. Następnie w KHL Junior Draft z 2010 został wybrany przez Atłant Mytiszczi. Od tego czasu przez trzy sezony rozwijał karierę rozwijał w zespołach juniorskich z Mytiszczi, rozgrywając cztery sezony w MHL. W barwach Atłanta grał też w seniorskich rozgrywkach KHL. Na początku czerwca podpisał roczny kontrakt ze SKA Sankt Petersburg, po czym kilka dni potem został zakontraktowany przez Spartaka Moskwa. W połowie 2016  przedłużył tam umowę o rok, a w maju 2017 o dwa lata. We wrześniu 2017 przeszedł do HK Soczi. Tam przedłużał kontrakt o rok w maju 2018, w kwietniu 2019 i w kwietniu 2020. W maju 2021 ogłoszono jego transfer do Saławata Jułajewa Ufa.
W barwach reprezentacji seniorskiej Rosji w sezonie 2020/2021 grał w meczach rangi Euro Hockey Tour.

## Sukcesy
Indywidualne
- MHL (2011/2012):
  - Trzynaste miejsce w klasyfikacji strzelców w sezonie zasadniczym: 26 goli[10]
  - Trzynaste miejsce w klasyfikacji asystentów w sezonie zasadniczym: 35 asyst[11]
  - Dziesiąte miejsce w klasyfikacji kanadyjskiej w sezonie zasadniczym: 61 punkty[12]
  - Dziesiąte miejsce w klasyfikacji strzelców w fazie play-off: 5 goli[13]
- KHL (2013/2014):
  - Najlepszy pierwszoroczniak miesiąca – styczeń 2014[14]
- KHL (2015/2016):
  - Najlepszy napastnik tygodnia – 25 października 2015, 3 stycznia 2016